# Sexy Beast
Sexy Beast är en brittisk-spansk kriminalfilm från 2000 i regi av Jonathan Glazer. Manus är skrivet av Louis Mellis och David Scinto och i rollerna finns bland andra Ray Winstone, Ben Kingsley, Ian McShane, Amanda Redman och Cavan Kendall.
Ben Kingsley insats nominerades till en Oscar för Bästa manliga biroll vid Oscarsgalan 2002.

## Rollista
- Ray Winstone – Gary "Gal" Dove
- Ben Kingsley – Don Logan
- Ian McShane – Teddy Bass
- Amanda Redman – DeeDee Dove
- James Fox – Harry
- Cavan Kendall – Aitch
- Julianne White – Jackie
- Álvaro Monje – Enrique